# Pairote Sokam
Pairote Sokam (tiếng Thái: ไพโรจน์ โสคำ, sinh ngày 24 tháng 8 năm 1987), là một cầu thủ bóng đá người Thái Lan thi đấu ở vị trí trung vệ cho Nongbua Pitchaya.

## Sự nghiệp quốc tế
Vào tháng 7 năm 2013 Pairote ra mắt cho Thái Lan khi đá trận giao hữu trước Trung Quốc.
Sau đó vào tháng 10 năm 2013 Pairote được triệu tập vào đội tuyển quốc gia bởi Surachai Jaturapattarapong tham gia Vòng loại Cúp bóng đá châu Á 2015. Vào tháng 10 năm 2013 anh góp mặt với tư cách dự bị trong trận giao hữu trước Bahrain.

### Quốc tế
Tính đến 12 tháng 11 năm 2015
| Đội tuyển quốc gia | Năm  | Số trận | Bàn thắng |
| ------------------ | ---- | ------- | --------- |
| Thái Lan           | 2013 | 2       | 0         |
| Thái Lan           | Tổng | 2       | 0         |

## Danh hiệu

### Câu lạc bộ
Police United
- Giải bóng đá hạng nhất quốc gia Thái Lan
  -  Vô địch (1): 2015